# Рошиениј Мичи (Олт)
Рошиениј Мичи (рум. Roșienii Mici) насеље је у Румунији у округу Олт у општини Добрун. Oпштина се налази на надморској висини од 130 m.

## Становништво
Према подацима из 2002. године у насељу је живело 277 становника, од којих су сви румунске националности.